# Jane Eyre (filme de 1943)
Jane Eyre (bra/prt: Jane Eyre) é um filme estadunidense de 1944, do gênero drama romântico, dirigido por Robert Stevenson, com roteiro baseado no romance homônimo de Charlotte Brontë.

## Sinopse
Órfã desprezada pela tia é mandada a um colégio interno, onde consegue alguns momentos de tranquilidade. Tempos depois, ela acaba se tornando governanta da pequena Adele Rochester, por cujo pai Jane se apaixona, sem saber que ele esconde terríveis segredos.

## Elenco
- Joan Fontaine - Jane Eyre
- Orson Welles - Rochester
- Peggy Ann Garner - Jane Eyre jovem
- Agnes Moorehead - sra. Reed
- Margaret O'Brien - Adele
- Sara Allgood - Bessie
- Henry Daniell - Brocklehurst
- Hillary Brooke - Blanche Ingram